# Raffaele Ferrara
Raffaele Ferrara (* 3. Oktober 1976 in Neapel) ist ein ehemaliger italienischer Radrennfahrer.
Raffaele Ferrara gewann im Jahr 2000 die Gesamtwertung des Giro Ciclistico d’Italia, der U23-Austragung des Giro d’Italia, und er wurde Erster der Gesamtwertung beim Giro della Regione Friuli Venezia Giulia. Im Jahr darauf schloss er sich dem Radsportteam Alessio. In der Saison 2003 nahm er an der Tour de France teil, die er aber nicht zu Ende fuhr. 2010 beendete er seine Radsport-Laufbahn.

## Erfolge
2000
- Gesamtwertung Giro Ciclistico d’Italia
- Gesamtwertung Giro della Regione Friuli Venezia Giulia

## Teams
- 2001 Alessio
- 2002 Alessio
- 2003 Alessio
- 2004 Alessio-Bianchi
- 2005 Androni Giocattoli-3C Casalinghi
- 2006 Androni Giocattoli-3C Casalinghi
- 2007 Team L.P.R.
- 2008 L.P.R. Brakes
- 2010 CarmioOro-A Style